# Укуноптериды
Укуноптери́ды (лат. Wukongopteridae) — семейство птерозавров. Включает 5 видов из 4 родов. Обнаружены в Китае в формациях Tiaojishan и/или Daohugou Beds, которые относят с средней юре. Впервые семейство Wukongopteridae было выделено в 2009 году китайскими палеонтологами Wang и др., но без чёткого диагноза. Объём группы был очерчен в 2010 году другой группой палеонтологов во главе с Wang в составе видов: Wukongopterus lii, Kunpengopterus sinensis, Darwinopterus modularis,
Darwinopterus linglongtaensis и Changchengopterus pani.
Представители семейства разделяют как примитивные, так и продвинутые черты птерозавров. Строение головы и шеи близко к представителям группы Pterodactyloidea, а другими признаками (длинным хвостом) они похожи на группу Rhamphorhynchidae.